# Copa Chile 1992
Copa Chile 1992, eller officiellt "Copa DIGEDER 1992", var 1992 års säsong av fotbollsturneringen Copa Chile. Turneringen spelades mellan den 29 februari och 18 juni 1992 och totalt 32 lag deltog. Till slut vann Unión Española efter att ha vunnit mot Colo-Colo i finalen. För 1992 delades de 32 lagen upp i sex grupper om sex eller fem lag där de två främsta i varje grupp kvalificerade sig för kvartsfinaler tillsammans med de fyra bästa tvåorna.

## Gruppspel
En match som slutade 0-0 gav 0 poäng, medan en match som vanns med mer än 3 mål gav tre poäng. I övrigt 2 poäng för vinst, 1 poäng för oavgjort och 0 poäng för förlust.
| Lag                  | S  | V | O | F | GM | IM | MS  | P  |
| -------------------- | -- | - | - | - | -- | -- | --- | -- |
| Cobreloa             | 10 | 8 | 1 | 1 | 23 | 7  | +16 | 20 |
| Deportes Antofagasta | 10 | 4 | 4 | 2 | 13 | 6  | +7  | 12 |
| Regional Atacama     | 10 | 3 | 4 | 3 | 14 | 14 | 0   | 9  |
| Cobresal             | 10 | 3 | 3 | 4 | 15 | 17 | −2  | 9  |
| Deportes Arica       | 10 | 3 | 2 | 5 | 13 | 20 | −7  | 8  |
| Deportes Iquique     | 10 | 1 | 2 | 7 | 7  | 21 | −14 | 1  |

| Lag                | S  | V | O | F | GM | IM | MS  | P  |
| ------------------ | -- | - | - | - | -- | -- | --- | -- |
| Deportes La Serena | 10 | 6 | 2 | 2 | 19 | 6  | +13 | 15 |
| Everton            | 10 | 4 | 5 | 1 | 26 | 15 | +11 | 14 |
| Coquimbo Unido     | 10 | 5 | 5 | 0 | 15 | 7  | +8  | 13 |
| Santiago Wanderers | 10 | 2 | 4 | 4 | 12 | 17 | −5  | 8  |
| Unión La Calera    | 10 | 1 | 4 | 5 | 12 | 24 | −12 | 5  |
| Unión San Felipe   | 10 | 1 | 2 | 7 | 8  | 23 | −15 | 4  |

| Lag                  | S  | V | O | F | GM | IM | MS  | P  |
| -------------------- | -- | - | - | - | -- | -- | --- | -- |
| Palestino            | 10 | 7 | 3 | 0 | 23 | 12 | +11 | 18 |
| Universidad de Chile | 10 | 5 | 4 | 1 | 23 | 14 | +9  | 16 |
| Universidad Católica | 10 | 4 | 1 | 5 | 20 | 19 | +1  | 10 |
| Audax Italiano       | 10 | 3 | 2 | 5 | 19 | 26 | −7  | 9  |
| Rangers              | 10 | 2 | 1 | 7 | 13 | 24 | −11 | 6  |

| Lag                | S  | V | O | F | GM | IM | MS  | P  |
| ------------------ | -- | - | - | - | -- | -- | --- | -- |
| Unión Española     | 10 | 5 | 1 | 4 | 23 | 13 | +10 | 13 |
| Colo-Colo          | 10 | 4 | 3 | 3 | 18 | 12 | +6  | 12 |
| Colchagua          | 10 | 5 | 0 | 5 | 11 | 17 | −6  | 10 |
| Magallanes         | 10 | 3 | 2 | 5 | 17 | 21 | −4  | 9  |
| Deportes Melipilla | 10 | 3 | 1 | 6 | 14 | 20 | −6  | 8  |

| Lag              | S  | V | O | F | GM | IM | MS  | P  |
| ---------------- | -- | - | - | - | -- | -- | --- | -- |
| Huachipato       | 10 | 5 | 4 | 1 | 23 | 13 | +10 | 16 |
| O'Higgins        | 10 | 4 | 4 | 2 | 20 | 13 | +7  | 13 |
| Lota Schwager    | 10 | 2 | 6 | 2 | 14 | 18 | −4  | 8  |
| Unión Santa Cruz | 10 | 3 | 3 | 4 | 15 | 22 | −7  | 8  |
| Fernández Vial   | 10 | 1 | 4 | 5 | 8  | 13 | −5  | 4  |

| Lag                   | S  | V | O | F | GM | IM | MS | P  |
| --------------------- | -- | - | - | - | -- | -- | -- | -- |
| Provincial Osorno     | 10 | 3 | 5 | 2 | 16 | 9  | +7 | 12 |
| Deportes Puerto Montt | 10 | 4 | 3 | 3 | 17 | 17 | 0  | 12 |
| Deportes Concepción   | 10 | 2 | 6 | 2 | 12 | 9  | +3 | 9  |
| Deportes Temuco       | 10 | 4 | 1 | 5 | 16 | 17 | −1 | 9  |
| Iberia                | 10 | 1 | 5 | 4 | 16 | 17 | −1 | 7  |

### Rankning av treor
Lag 1–4: Åttondelsfinal
| Lag                  | S  | V | O | F | GM | IM | MS | P  |
| -------------------- | -- | - | - | - | -- | -- | -- | -- |
| Coquimbo Unido       | 10 | 5 | 5 | 0 | 15 | 7  | +8 | 13 |
| Universidad Católica | 10 | 4 | 1 | 5 | 20 | 19 | +1 | 10 |
| Colchagua            | 10 | 5 | 0 | 5 | 11 | 17 | −6 | 10 |
| Deportes Concepción  | 10 | 2 | 6 | 2 | 12 | 9  | +3 | 9  |
| Regional Atacama     | 10 | 3 | 4 | 3 | 14 | 14 | 0  | 9  |
| Lota Schwager        | 10 | 2 | 6 | 2 | 14 | 18 | −4 | 8  |

## Källa
Den här artikeln är helt eller delvis baserad på material från spanskspråkiga Wikipedia.